# Joseph von Radowitz

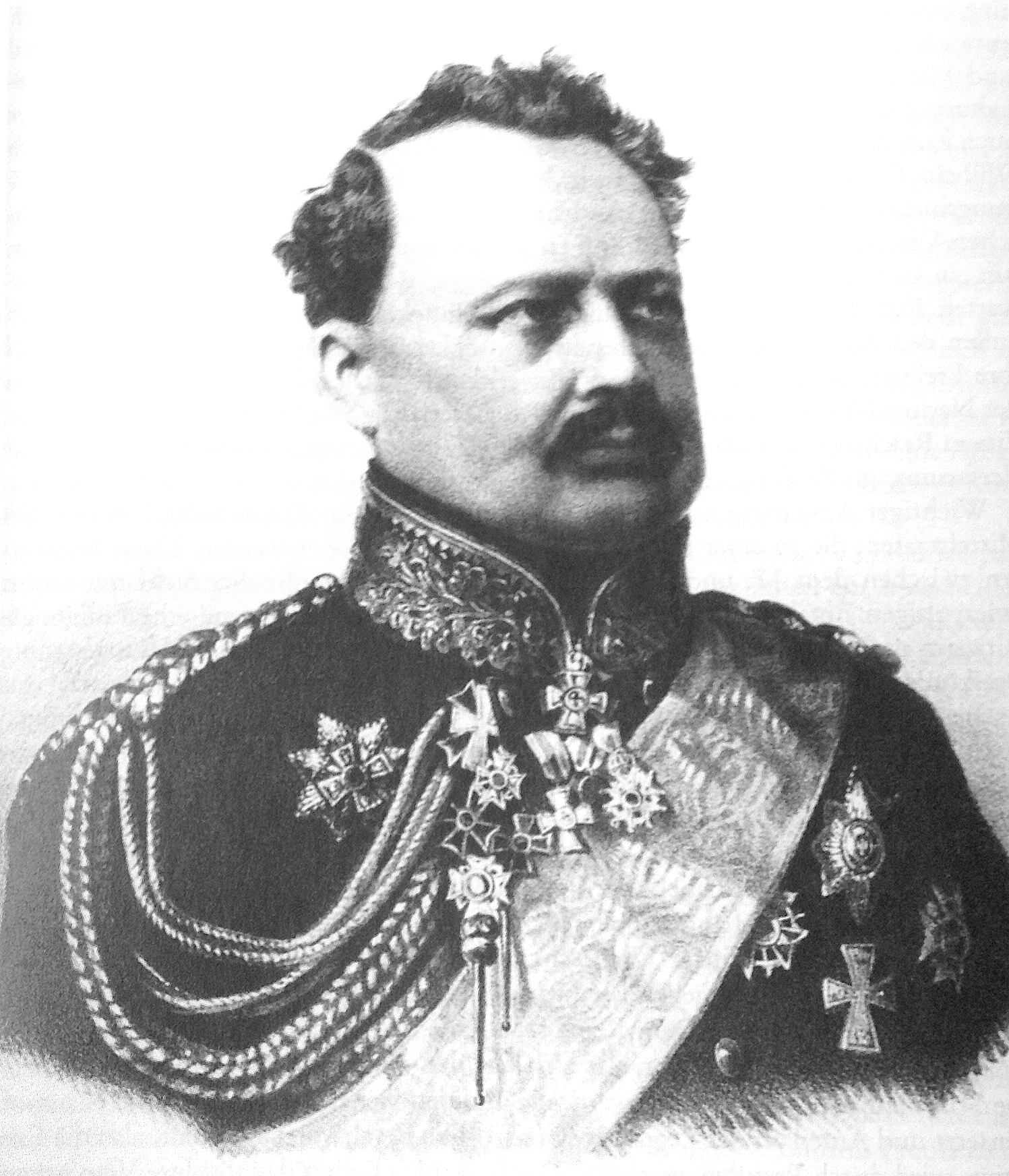
Radowitz

Joseph Maria Ernst Christian Wilhelm von Radowitz (6 de febrero de 1797 - 25 de diciembre de 1853) fue un político conservador y general prusiano famoso por su propuesta de unificar Alemania bajo liderazgo prusiano por medio de un acuerdo negociado entre los distintos príncipes reinantes alemanes.

## Biografía

### Primeros años
Radowitz nació en una familia noble católica en Blankenburg am Harz, en Brunswick-Wolfenbüttel. Su familia era de origen serbo-húngara. Recibió educación militar en Francia y luchó en el ejército de Napoleón. Como joven teniente en la artillería de Westfalia, Radowitz fue herido y hecho prisionero en la batalla de Leipzig (1813), subsiguientemente entrando en el servicio hanoveriano, y en 1823 en el de Prusia. Su promoción fue rápida, y en 1830 se convirtió en jefe de Estado Mayor general de artillería.

### Enviado prusiano
En 1836, Radowitz fue como militar plenipotenciario prusiano a la dieta federal en Fráncfort, y en 1842 fue nombrado enviado a las cortes de Karlsruhe, Darmstadt y Nassau. Desde una edad temprana se había convertido en amigo íntimo del príncipe de la corona (después rey Federico Guillermo IV), y la constitución prusiana de febrero de 1847 fue un intento de aplicar las ideas presentadas por él en su Gespräche aus den Gegenwart der Staat und Kirche, publicadas bajo el pseudónimo "Waldheim" en 1846.

### Promotor de la política unionista prusiana
En noviembre de 1847 y marzo de 1848 Radowitz fue enviado por Federico Guillermo a Viena para intentar lograr una acción común para la reconstrucción de la Confederación Germánica. En el Parlamento de Fráncfort fue líder de la derecha conservadora; y después de su disolución, se mostró celoso en la promoción de la política Unionista de Prusia, que defendió tanto en la dieta prusiana como en el parlamento de Érfurt.

### Ministro de Exteriores prusiano
Fue prácticamente responsable de la política exterior de Prusia desde mayo de 1848 en adelante, y el 27 de septiembre de 1851 fue nombrado Ministro de Asuntos Exteriores de Prusia. Dimitió, sin embargo, el 2 de noviembre, debido al rechazo del rey a resolver las dificultades con el Imperio austríaco mediante un llamamiento a las armas.

### Actividades literarias
En agosto de 1852 fue nombrado director de la educación militar, pero el resto de su vida lo dedicó principalmente a la actividad literaria. Radowitz publicó, además de varios tratados políticos, Ikonographie der Heiligen, im Beitrag zur Kunstgeschichte (Berlín, 1834) y Devisen und Mottos des spätern Mittelalters (ii., 1850). Sus Gesammelte Schriften fueron publicados en 5 volúmenes en Berlín, 1852-53.

### Muerte
Radowitz murió el 25 de diciembre de 1853 en Berlín.

## Obras
- Josef von Radowitz. Nachgelassene Briefe und Aufzeichnungen zur Geschichte der Jahre 1848-1853. W. Moring (ed.) (1922).

## Honores
- Reino de Prusia:[3]
  - Caballero del Águila Roja, 1.ª Clase con Hojas de Roble
  - Cruz de Gran Comandante de la Real Orden de Hohenzollern
  - Cruz de Servicio
- Imperio austríaco: Comandante de la Orden imperial de Leopoldo[3]
- Gran Ducado de Baden: Gran Cruz del León de Zähringen, 1842[4]
- Reino de Baviera:[3]
  - Gran Cruz de la Orden al Mérito de San Miguel
  - Comandante del Mérito de la Corona Bávara
- Dinamarca: Comandante de Dannebrog[3]
- Reino de Francia: Caballero de la Legión de Honor[3]
- Reino de Hannover: Comandante de la Real Orden Güélfica[3]
- Gran Ducado de Hesse: Comandante de la Orden de Luis, 1.ª Clase[3]
- Imperio ruso: Caballero de Santa Ana, 2.ª Clase en Diamantes[3]
- Reino de Sajonia: Comandante de la Orden al Mérito Civil, 2.ª Clase[3]
- Reino de Wurtemberg: Comandante de la Corona de Wurtemberg[3]